# Âge atomique

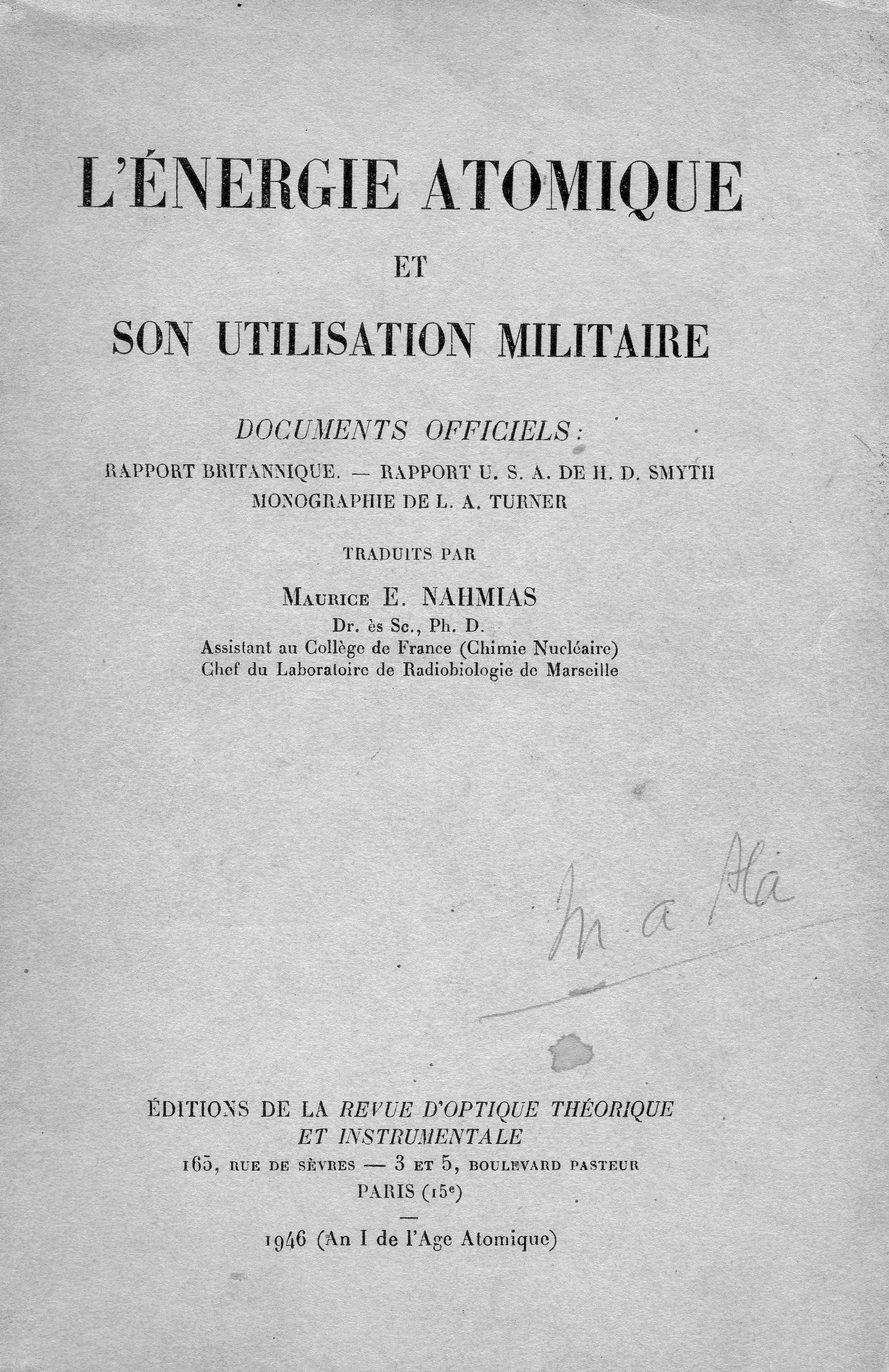
Première de couverture de l'ouvrage L'Énergie atomique et son utilisation militaire traduction par Maurice Nahmias de plusieurs écrits dont le rapport Smyth où la date 1946 précède la mention « An I de l'Âge atomique ».

L'Âge atomique est l'époque durant laquelle l'humanité a développé l'arme atomique et réalisé de nombreux essais nucléaires atmosphériques puis souterrains. Il a commencé en 1942 avec le projet Manhattan, couvre la Seconde Guerre mondiale qui s'achève avec l'usage de deux bombes atomiques à Hiroshima et Nagasaki, et la période suivante de la guerre froide.  
Cette époque peut être arrêtée à la signature du traité d'interdiction complète des essais nucléaires le 24 septembre 1996, bien que trois États n'aient pas signé l'accord (Corée du Nord, Inde et Pakistan) et 5 États ne l'ont pas ratifié (Chine, Égypte, États-Unis, Iran et Israël).